# Нилов, Дмитрий Сергеевич
Дми́трий Серге́евич Ни́лов (род. 9 октября 1999, Новосибирск) — российский самбист, бронзовый призёр чемпионата России по боевому самбо 2024 года, мастер спорта России по самбо, тренируется под руководством Сергея Цыганова.

## Биография
Дмитрий Нилов родился 9 октября 1999 года в Новосибирске.
Учится в Сибирском государственном университете геосистем и технологий институт кадастра и природопользования (ИКиП)
30 сентября 2019 года в Кстово, весовой категории до 74 кг, стал победителем первенства России по боевому самбо среди юниоров (19-20 лет).
27 мая 2020 года ему было присвоено звание мастер спорта России по самбо.
5 марта 2024 года в Брянске, дисциплине «боевое самбо» стал бронзовым призером чемпионата России.

## Спортивные результаты

### Боевое самбо
- Чемпионат России по самбо 2024 — ;